# Vasili IV van Rusland
Vasili Ivanovitsj Sjoejski (Russisch: Василий IV Иванович Шуйский) (Nizjni Novgorod, 1552 — Gostynin, 12 september 1612) was de laatste uit de stichtende en heersende Rurik-dynastie die als tsaar heerste in het tsaardom Rusland.
Rusland kende begin zeventiende eeuw een roerige tijd. Deze periode van snelle machtswissels en opeenvolging van heersers en troonpretendenten staat bekend als de Tijd der Troebelen.
Vasili was voorzitter van een onderzoekscommissie die waarheden en leugens moest uitpluizen omtrent de beweerde Dimitri die over het land heerste als tsaar Dimitri I. Hij werd daarop gekozen als opvolger van de verdreven Valse Dimitri I. Zelf werd hij in 1610 afgezet en stierf in gevangenschap te Gostynin, dicht bij Warschau in 1612.
Ivan IV de Verschrikkelijke · Fjodor I · Boris Godoenov · Fjodor II · Valse Dimitri I · Vasili IV · Wladislaus I · Michaël I · Alexis · Fjodor III · Ivan V · Peter I de Grote · Catharina I · Peter II · Anna I · Ivan VI · Elisabeth · Peter III · Catharina II de Grote · Paul I · Alexander I · Nicolaas I · Alexander II · Alexander III · Nicolaas II